# Rijok, Litîn
Rijok (în ucraineană Ріжок) este un sat în comuna Mîkulînți din raionul Litîn, regiunea Vinnița, Ucraina.

## Demografie
Componența lingvistică a localității Rijok
     Ucraineană (98,84%)
     Rusă (1,16%)
Conform recensământului din 2001, majoritatea populației localității Rijok era vorbitoare de ucraineană (98,84%), existând în minoritate și vorbitori de rusă (1,16%).